# Empelathra amplificans
Empelathra amplificans är en fjärilsart som beskrevs av Walker 1858. Empelathra amplificans ingår i släktet Empelathra och familjen nattflyn. Inga underarter finns listade i Catalogue of Life.